# Noasauridae
A Noasauridae a theropoda dinoszauruszok egyik családja, amely a kréta időszakban élt a déli félgömbön. Maradványaikra Argentínában és Madagaszkáron is rátaláltak. Tagjai közé kis (a Ligabueinóhoz hasonló) és közepesen nagy méretű (a Deltadromeushoz hasonló) állatok is tartoztak, melyek többnyire töredékes fosszíliák alapján ismertek. Az eddigi legteljesebb állapotú noasaurida a körülbelül 40%-ban teljes csontvázú Masiakasaurus. Egy ideig azt feltételezték róluk, hogy a coelurosaurusokhoz hasonlóan a hátsó lábaikon egy-egy sarló alakú karmot viseltek, de sokkal valószínűbb, hogy nem rendelkeztek ilyesmivel.
Közeli rokonságban álltak a hasonló testfelépítésű Abelisauridae családdal, de a legtöbbjük jóval kisebb volt. A Noasauridae a definíciója alapján minden olyan abelisauroideát tartalmaz, amely közelebb áll a Noasaurushoz, mint a Carnotaurushoz. Mivel összességében kevéssé ismertek, még nem bizonyított, hogy monofiletikus csoportot alkotnak.
Egy a kora kréta kor végéről, az afrikai Nigerből származó, még leírásra váró kis termetű (1 méter hosszúságú) noasaurida, melyet abelisaurida maradványokkal együtt fedeztek fel, azt jelzi, hogy ez a két család már azelőtt jelen volt a kontinensen, mielőtt az az apti korszak vége és a késő kréta kezdete között, aránylag rövid idő alatt elszigetelődött volna Dél-Amerikától.

## Fordítás
- Ez a szócikk részben vagy egészben  a   Noasauridae című angol Wikipédia-szócikk ezen változatának fordításán alapul.  Az eredeti cikk szerkesztőit annak laptörténete sorolja fel. Ez a jelzés csupán a megfogalmazás eredetét és a szerzői jogokat jelzi, nem szolgál a cikkben szereplő információk forrásmegjelöléseként.